# Polyscias fruticosa
Polyscias fruticosa är en araliaväxtart som först beskrevs av Carolus Linnaeus, och fick sitt nu gällande namn av Hermann Harms. Polyscias fruticosa ingår i släktet Polyscias och familjen Araliaceae. Inga underarter finns listade.

## Bildgalleri

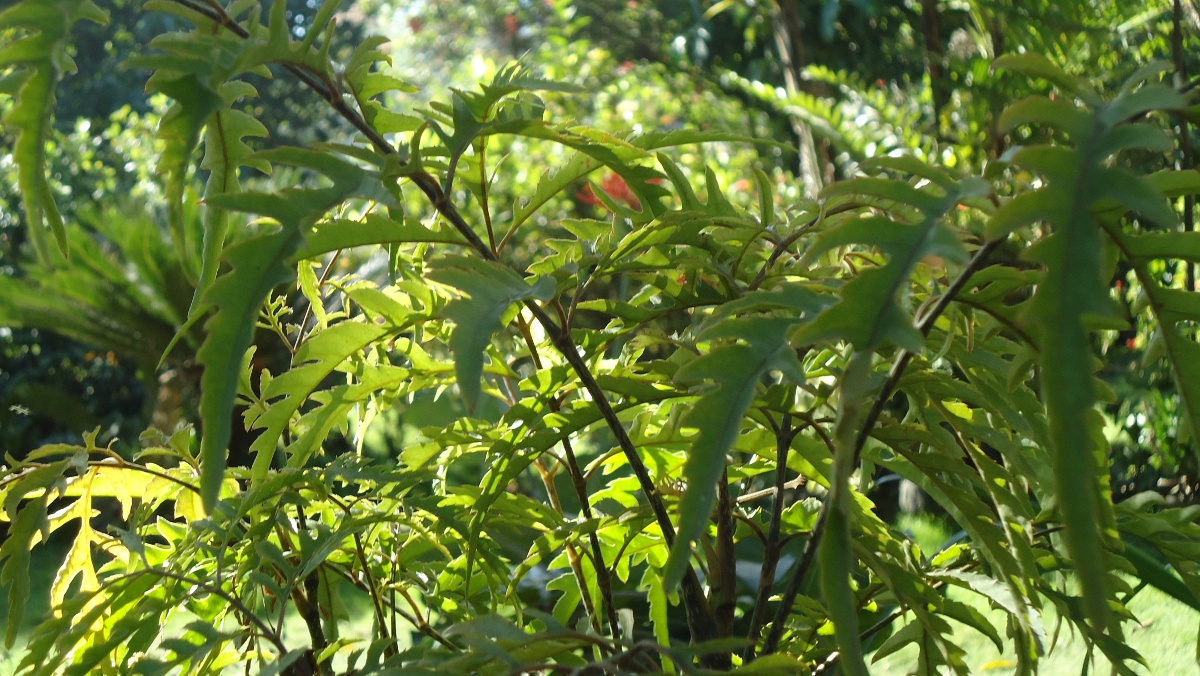
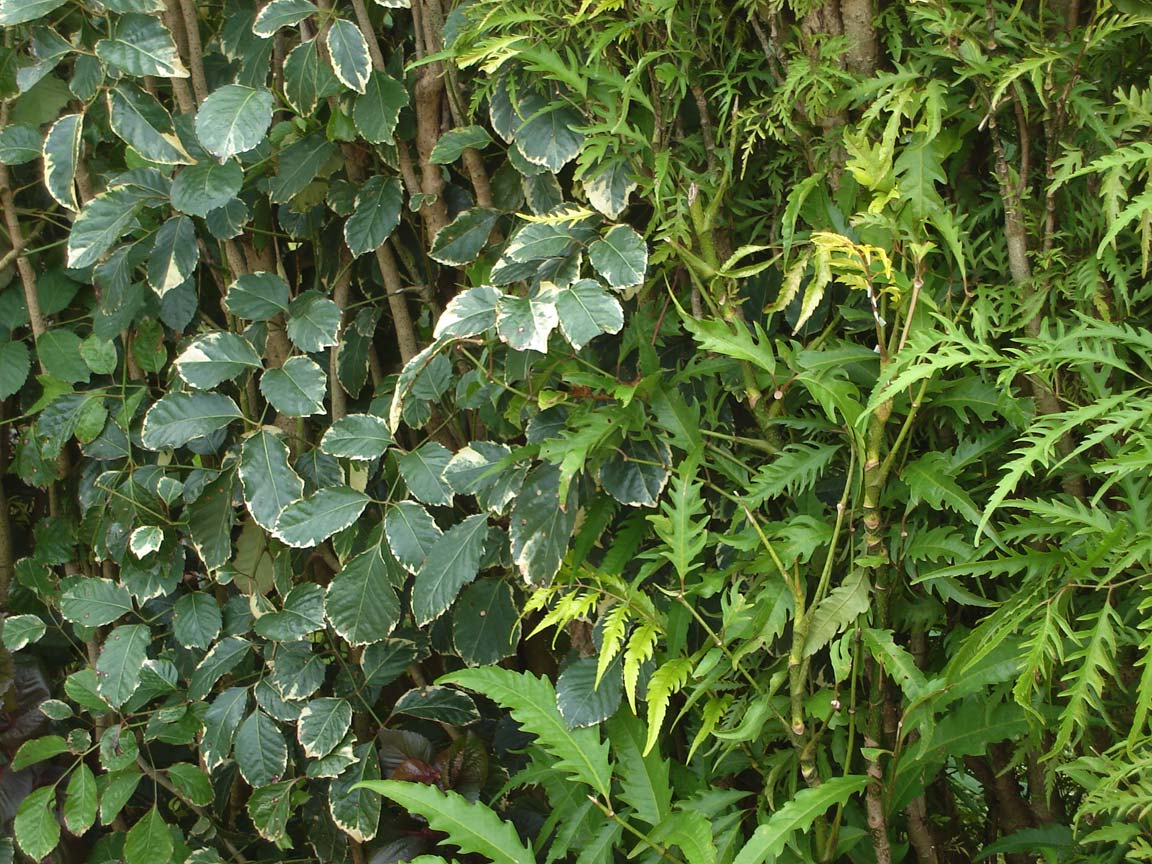
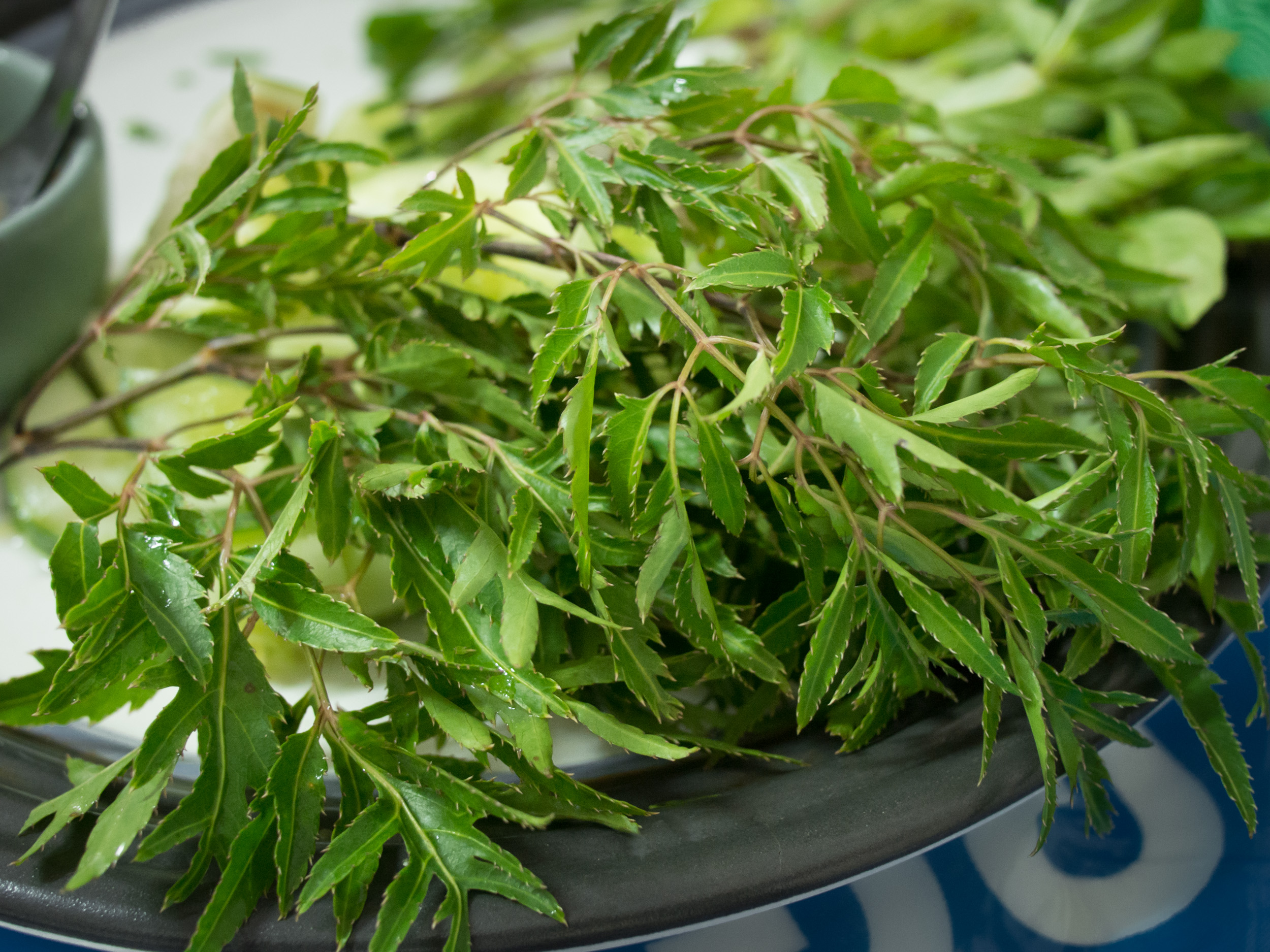
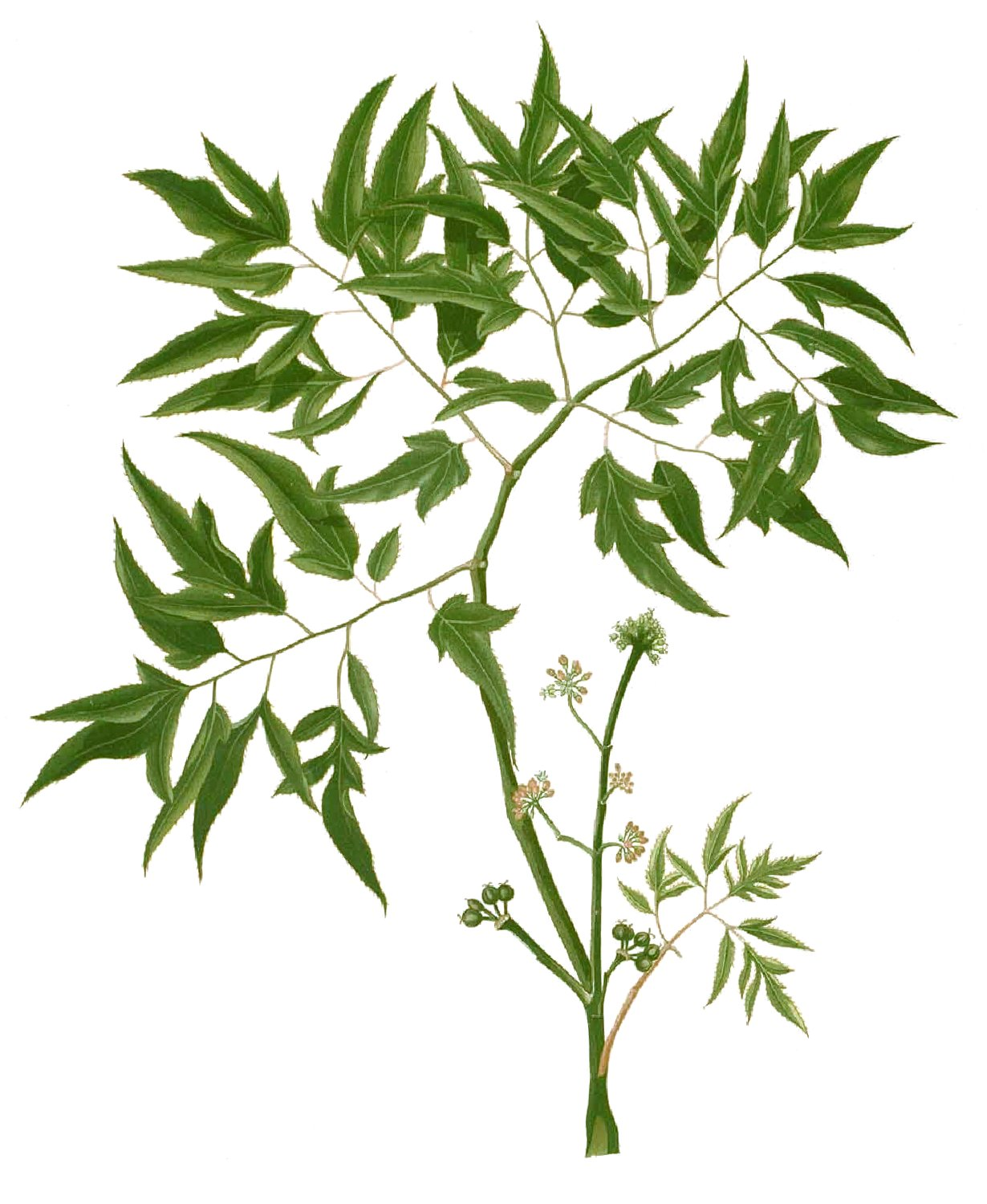